# Usina de Enriquecimento de Combustível de Fordo
Imagem de satélite da Usina de Fordo
A Usina de Enriquecimento de Combustível de Fordo, oficialmente conhecida como Instalação Nuclear de Shahid Ali Mohammadi (em persa: تأسیسات هستهای شهید علیمحمدی), é uma instalação subterrânea iraniana de enriquecimento de urânio situada a 30 quilómetros ao norte da cidade iraniana de Qom, próxima a vila de Fordo, numa antiga base da Guarda Revolucionária Islâmica. O local está sob o controle da Organização de Energia Atômica do Irã (OEAI). É a segunda instalação iraniana de enriquecimento de urânio, sendo a outra a Instalação nuclear de Natanz.

## História

Zona Rural em Fordo

A construção das instalações começou em 2006, mas a existência da instalação de enriquecimento somente foi divulgada à Agência Internacional de Energia Atómica (AIEA) pelo Irã em 21 de setembro de 2009, depois de os serviços secretos do Ocidente terem tido conhecimento do local. As autoridades ocidentais condenaram veementemente o Irã por não ter revelado o local mais cedo; o Presidente dos Estados Unidos, Barack Obama, afirmou que Fordo tinha estado sob vigilância. O Irã argumenta que esta divulgação foi coerente com as suas obrigações legais ao abrigo do seu Acordo de Salvaguardas com a AIEA, que, segundo o Irã, exige que o governo iraniano declare novas instalações 180 dias antes de estas receberem material nuclear. A AIEA declarou que o Irã estava vinculado pelo seu acordo de 2003 a declarar a instalação assim que o país decidisse construí-la.
As autoridades iranianas afirmam que a instalação foi construída nas profundezas de uma montanha devido às repetidas ameaças de Israel de atacar tais instalações, que Israel acredita poderem ser utilizadas para produzir armamentos nucleares. Atacar uma instalação nuclear tão perto da cidade de Qom, que é considerada sagrada pelos muçulmanos xiitas, suscita preocupações quanto ao risco potencial.
Em novembro de 2013, centenas de iranianos, a maioria estudantes da Sharif University of Technology, acompanhados pelo chefe da AEOI, Ali Akbar Salehi, e vários representantes do Majlis (parlamento) mostraram seu apoio ao programa nuclear formando uma corrente humana ao entorno da instalação.
Em 2016, o Irã instalou sistemas de mísseis antiaéreos S-300 no local.

### Ataques israelenses
Em 13 de junho de 2025, Israel atacou a usina como parte dos ataques israelenses ao Irã em junho de 2025. A extensão dos danos não ficou clara porque a usina nuclear de Fordo, assim como a de Natanz, está enterrada profundamente no subsolo. Imagens de satélite e relatórios sugeriram que alguns locais acima do solo em Fordo e Natanz foram danificados, mas as instalações subterrâneas que abrigam centrífugas e urânio enriquecido não foram atingidas. Em 14 de junho de 2025, a Organização de Energia Atômica do Irã declarou que os danos ao local foram limitados como resultado dos ataques.

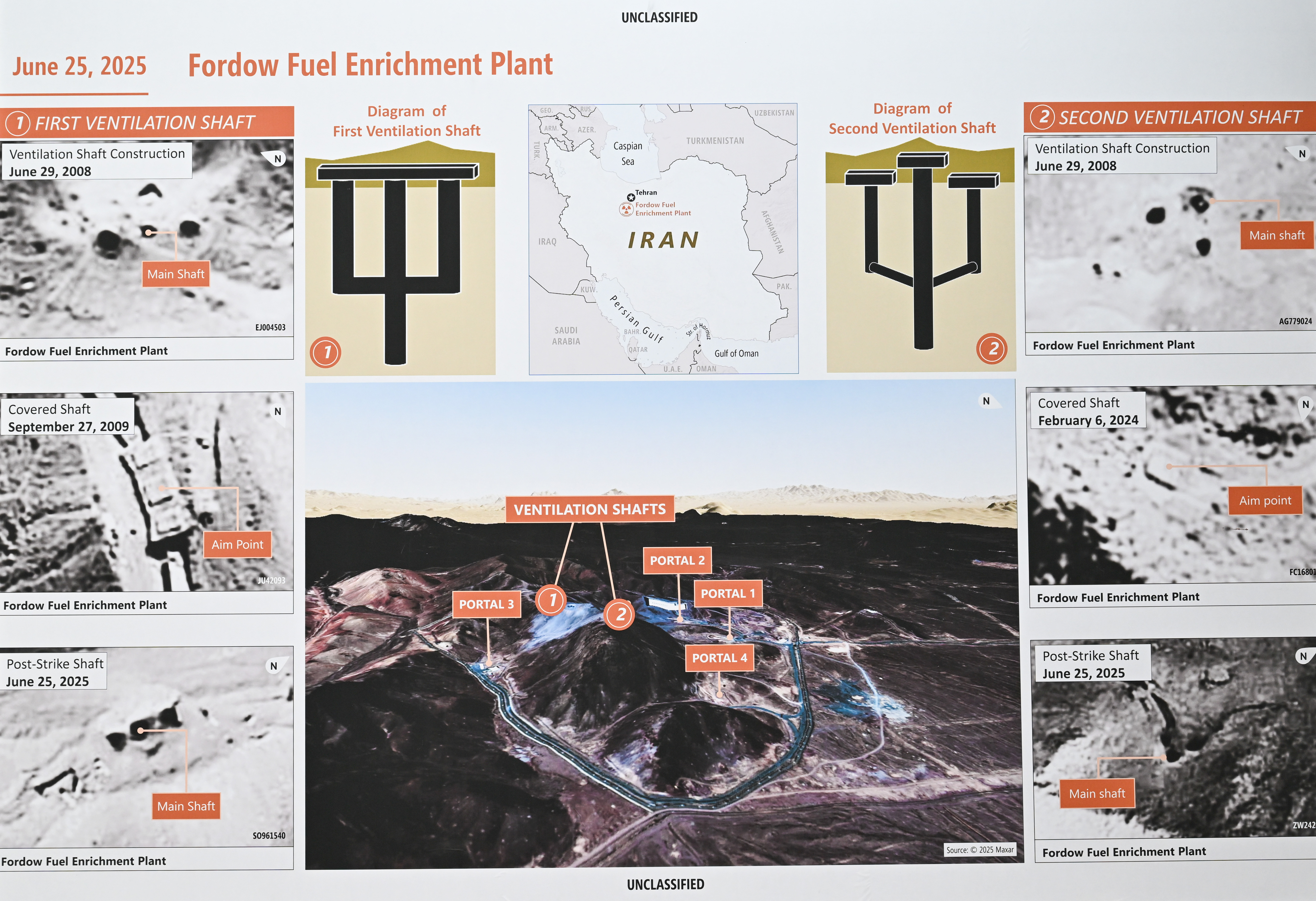
2025.

Após o ataque israelense, foi dito que os Estados Unidos estavam considerando atacar o local, o que exigiria o uso do Massive Ordnance Penetrator (MOP). Em 21 de junho de 2025, o presidente americano Donald Trump anunciou que os bombardeiros B-2 também haviam atacado a instalação nuclear em Fordo, bem como as de Natanz e Isfahan. Em um discurso na Casa Branca, Trump afirmou a destruição das instalações, declarando que “as principais instalações de enriquecimento nuclear do Irã foram completa e totalmente destruídas”.

## Capacidade
Em sua declaração inicial, o Irã afirmou que o objetivo da instalação era a produção de hexafluoreto de urânio (UF6) enriquecido com até 5% de Urânio-235, e que a instalação estava sendo construída para conter 16 cascatas, com um total de aproximadamente 3.000 centrífugas. Em setembro de 2011, o Irã disse que transferiria sua produção de urânio de baixo enriquecimento (LEU) de 20% de Natanz para Fordo.
Em dezembro de 2011, a usina deu início ao processo de enriquecimento. Em janeiro de 2012, a AIEA anunciou que o Irã havia começado a produzir urânio enriquecido a até 20% para fins médicos e que o material “permanece sob a contenção e vigilância da agência”.
De acordo com o Plano de Ação Integral Conjunto de abril de 2015, a usina de Fordo deveria ser reestruturada para uso menos intensivo em pesquisa. A instalação interromperia o enriquecimento de urânio e a pesquisa de enriquecimento por pelo menos 15 anos e seria convertida em um centro de física e tecnologia nuclear. Durante 15 anos, não mais do que 1.044 centrífugas IR-1 seriam mantidas em seis cascatas em uma ala de Fordo: “Duas dessas seis cascatas girarão sem urânio e serão convertidas, inclusive por meio de modificações apropriadas na infraestrutura”, para a produção estável de adioisótopos para uso médico, agrícola, industrial e científico. As outras quatro cascatas, com toda a infraestrutura associada, permanecerão inativas. O Irã não tem permissão para ter material físsil em Fordo.
Em novembro de 2019, o chefe nuclear iraniano Ali Akbar Salehi anunciou que o Irã enriqueceria urânio a 5% em Fordo.
Em janeiro de 2020, a instalação tinha 1.044 centrífugas, e em 2021, a usina começou a produzir urânio enriquecido a um nível de 20%.
Em junho de 2024, a AIEA havia relatado que o Irã havia construído centrífugas adicionais. O jornal Times of Israel disse que quatro novas centrífugas haviam sido instaladas, mas ainda permaneciam inativas.